# Lobsang Tendzin Dragpa Thaye
| Tibetische Bezeichnung                                          |
| --------------------------------------------------------------- |
| Wylie-Transliteration: blo bzang bstan 'dzin grags pa mtha' yas |
| Chinesische Bezeichnung                                         |
| Vereinfacht: 洛桑登真・扎巴他耶                                 |
| Pinyin:Luosang Dengzhen Zhaba Taye                              |

Lobsang Tendzin Dragpa Thaye (tib. blo bzang bstan 'dzin grags pa mtha' yas; geb. 1903 in Beri; gest. 1950 in Chamdo) war ein Trülku innerhalb der Hierarchie der Gelug-Schule des tibetischen Buddhismus. Er war der 5. Getag Trülku. Der Lange Marsch der Roten Armee gab ihm die Möglichkeit, mit der Revolution in Kontakt zu treten und sich in ihre Reihen einzureihen.

## Leben
Er wurde in einer armen Familie in einem Dorf des Kreises Garzê, Sichuan, geboren. In jungen Jahren wurde er 1910 als Reinkarnation des Trülkus des Gelugpa-Kloster Beri Gonpa erkannt, und als Jugendlicher ging er zum Studium ins Ganden-Kloster in Lhasa, wo er nach acht Jahren den Grad eines Geshe erwarb.
Im Beri Gonpa wurde 1936 von der Roten Armee bei ihrem Langen Marsch die Böpa-Regierung (i. e. die Tibetische Regierung) gegründet, der die Rotarmisten unterstützende Trülku war zunächst ihr Vize. Nachdem die Rote Armee Garzê verlassen hatte, behandelte er Verwundete und Kranke, verkleidete sie als Lamas, bis sie sich selbst in Sicherheit bringen konnten. Im Jahr 1950 starb Getag.
Die chinesischen Behörden, die davon überzeugt waren, dass er ermordet worden war, verhafteten Robert W. Ford, einen britischen Radiosprecher im Dienste der tibetischen Regierung, während ihrer Eroberung von Chamdo am 19. Oktober 1950. Er verbrachte fünf Jahre im Gefängnis und bestritt stets jegliche Beteiligung an dem Fall. In seiner Autobiografie Red Tibet, Captured by the Chinese Army in Kham schrieb er: „Ich habe gute Gründe zu glauben, dass Geda ermordet wurde, und ich glaube, ich weiß auch, von wem. Ich hoffe, dass das nie herausgefunden wird“.
Anna Louise Strong berichtet, dass Lhalu Tsewang Dorje um 1959 bei einer Massenversammlung in Lhasa beschuldigt wurde, für den Tod Rabchens und des „lebenden Buddhas“ Getag (Geda) verantwortlich zu sein. Laut Minister Kashöpa wurde Getag (Geda) von Lhalu, dem ehemaligen Gouverneur von Kham, vergiftet.